# Види, що вимерли в дикій природі

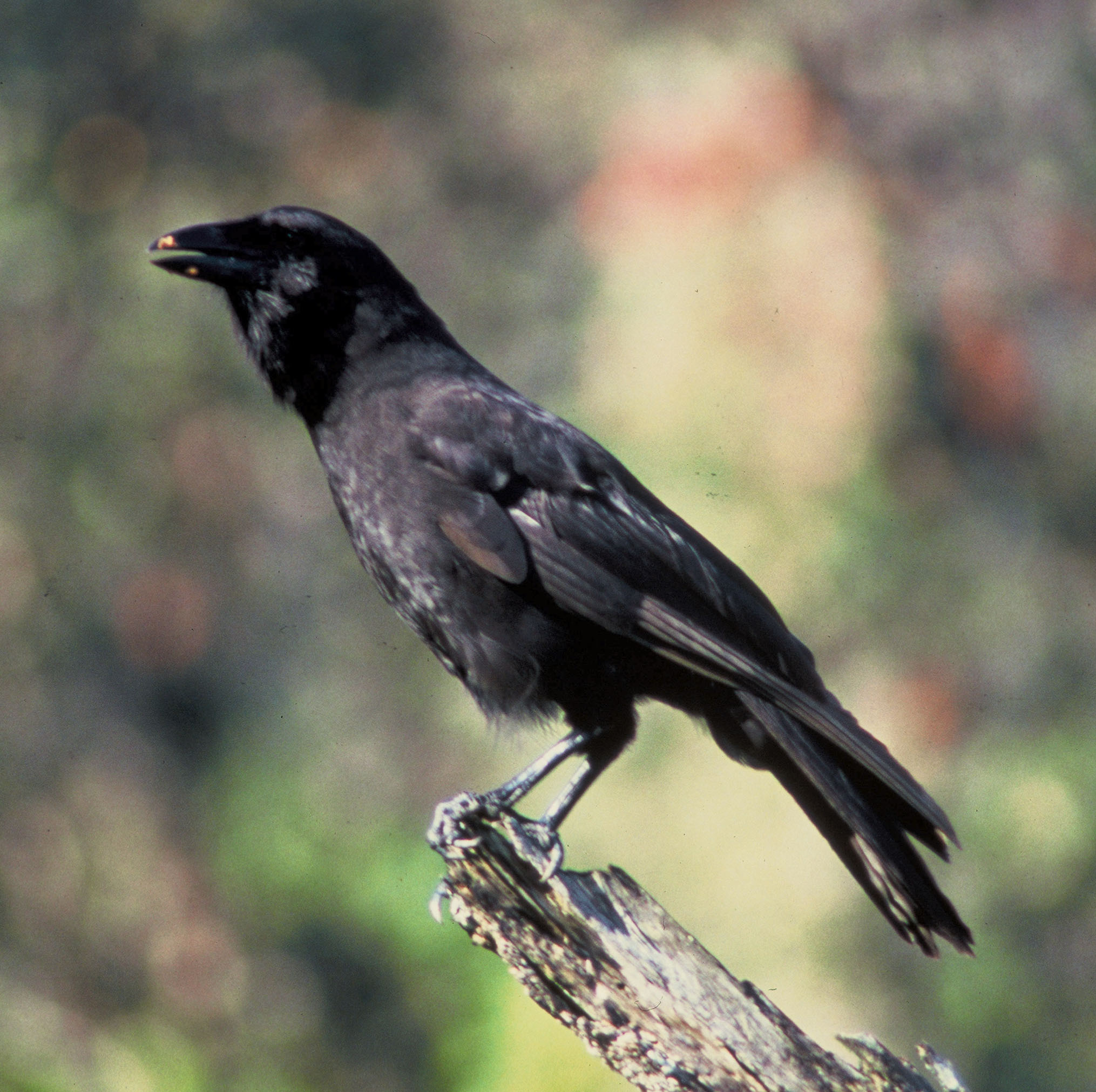
Гавайський ворон (Corvus hawaiiensis) вимер у природі з 2002 року.

Вимерлий у природі (англ. Extinct in the Wild - EW) — категорія Міжнародного союзу охорони природи (МСОП) та його червоного списку, до якої відносять види або нижчі таксони, відомі представники яких живуть в людському утриманні, або їх популяції є реінтродукованими поза історичним ареалом..

## Приклади
Приклади видів і підвидів, які вважаються зниклими у природі:
- Mitu mitu (вимерлий у природі з 1988)
- Берберійський лев (вимерлий у природі 1922)
- Aspideretes nigricans (вимерлий у природі 2002)
- Gallirallus owstoni (вимерлий у природі 1980)
- Крук гавайський (вимерлий у природі 2002)
- Elaphurus davidianus (вимерлий у природі 2008)
- Oryx dammah (вимерлий у природі 2000)
- Dipsochelys hololissa (вимерлий у природі 1840)
- Zenaida graysoni (вимерлий у природі 1972)
- Bufo baxteri (вимерлий у природі 1991)
- Encephalartos brevifoliolatus (вимерлий у природі 2006)[2]

З підвиду Geochelone nigra abingdoni існувала лише одна особина, Самотній Джордж. Цей вид черепах вважався вимерлим, допоки угорський малаколог Йожеф Вагвьольдьї (угор. József Vágvölgyi) не побачив черепаху на Галапаго 1 грудня 1971 року. З того часу Самотній Джордж став важливим символом для концентрації зусиль щодо збереження дикої природи на Галапагоських островах і по всьому світу загалом. Вчені десятиліттями намагалися знайти йому пару, але цього так і не вдалося. 24 червня 2012 року він помер і з його смертю підвид Абінгдонська слонова черепаха перейшов у статус вимерлого.
Не всі види, що є зниклими у природі, є під загрозою, або навіть рідкісними. Наприклад, Ameca splendens і Epalzeorhynchos bicolor, хоч є зниклими у природі, є дуже популярними акваріумними рибками.

## Реінтродукція
Реінтродукція — це спеціальний випуск представників видів у природу або переселення представників видів з території, де вони вижили, на інші території колишнього ареалу. Такі дії можуть бути рятівними для видів, що перебувають під загрозою зникнення або є вимерлими у природі. Однак переселення вимерлих у природі видів у дикі умови може бути доволі складним, навіть якщо умови їх колишнього проживання були відновлені. Це пов'язано з тим, що особини, які все життя утримувалися в неволі, не отримали навичок виживання від своїх батьків і ці навички могли бути втрачені. Природоохоронні зусилля можуть частково зберегти генетичні характеристики видів, однак деякі види не зможуть ніколи відновити їх природну меметику.